# The Struggle (film, 1913)
Pour les articles homonymes, voir The Struggle.
Pour plus de détails, voir Fiche technique et Distribution.
The Struggle est un film muet américain réalisé par Jack Conway et Frank Montgomery, sorti en 1913.

## Fiche technique
- Titre original : The Struggle
- Réalisation : Jack Conway et Frank Montgomery
- Scénario : William H. Clifford
- Photographie :
- Pays d'origine :  États-Unis
- Format : Noir et blanc — 35 mm — 1,33:1 — Muet
- Genre : western
- Date de sortie : 23 septembre 1913

## Distribution
- Charles Bartlett : Jim MacComb
- Red Wing :  Princess Red Wing
- Jack Conway : Jack MacComb
- Edna Maison
- J. Barney Sherry
- Elmer Morrow